# William Hill (Leichtathlet, 1896)
William Hill (William Arthur Hill; * 31. Oktober 1896 im Municipal Borough of Bromley, London; † 1958 in Royal Tunbridge Wells) war ein britischer Sprinter.
Bei den Olympischen Spielen 1920 in Antwerpen wurde er Vierter in der 4-mal-100-Meter-Staffel. Über 100 m erreichte er das Halbfinale und über 200 m das Viertelfinale.
1919 wurde er Englischer Meister über 100 Yards und 220 Yards.

## Persönliche Bestzeiten
- 100 Yards: 9,9 s, 26. Juli 1919, Cowes
- 100 m: 11,0 s, 15. August 1920, Antwerpen
- 220 Yards: 22,0 s, 4. Juli 1919, London (entspricht 21,9 s über 200 m)